# Scotolathys simplex
Espèce
Scotolathys simplex est une espèce d'araignées aranéomorphes de la famille des Lathyidae.

## Distribution
Cette espèce se rencontre en Algérie, au Portugal, en Espagne, en France, en Grèce, en Macédoine du Nord, en Bulgarie, en Roumanie, en Ukraine et en Israël.

## Description
La femelle syntype mesure 2 mm.
Le mâle décrit par Marusik, Kovblyuk et Nadolny en 2009 mesure 1,6 mm et les femelles de 1,4 à 1,9 mm.

## Systématique et taxinomie
Cette espèce a été décrite par Simon en 1885. Elle est placée dans le genre Lathys par Gertsch en 1946 puis dans le genre Scotolathys par Marusik, Kovblyuk et Nadolny en 2009.

## Publication originale
- Simon, 1885 : « Arachnides nouveaux d'Algérie. » Bulletin de la Société Zoologique de France, vol. 9, p. 321-327 (texte intégral).